# Pulmonaria angustifolia
Pulmonaire à feuilles étroites
Espèce
Pulmonaria angustifolia, la Pulmonaire à feuilles étroites, est une espèce de plantes à fleurs de la famille des Boraginaceae. Elle est naturellement présente en Europe, de l'Atlantique au Caucase.

## Systématique
Le nom scientifique complet (avec auteur) de ce taxon est Pulmonaria angustifolia L..
Ce taxon porte en français le nom vernaculaire ou normalisé suivant : pulmonaire à feuilles étroites,.
Pulmonaria angustifolia a pour synonymes :
- Bessera azurea (Besser) Schult.
- Pulmonaria angustata Schrad.
- Pulmonaria angustata Schrad. ex Roem. & Schult.
- Pulmonaria angustifolia subsp. azurea (Besser) Gams
- Pulmonaria azurea Besser
- Pulmonaria clusii Baumg.
- Pulmonaria kochii A.Kern.
- Pulmonaria maculata Stokes
- Pulmonaria media Host
- Pulmonaria montana Wulfen
- Pulmonaria montana Wulfen ex Schrank
- Pulmonaria oblongata Schrad. ex Roem. & Schult.
- Pulmonaria parviflora Knapp
- Pulmonaria tuberosa Schrank
- Pulmonaria variabilis Godr.